# UTC+10:30
UTC+10:30 е часова зона, използвана като:

## Стандартно време през зимния сезон
- Австралия
  - Остров Лорд Хау

## Лятно часово време
- Австралия
  - щат Нов Южен Уелс
  - щат Южна Австралия